# .gu
.gu (Guam) é o código TLD (ccTLD) na Internet para o Guam.